# Bryohumbertia flavicoma
Bryohumbertia flavicoma är en bladmossart som beskrevs av G. Frahm 1982. Bryohumbertia flavicoma ingår i släktet Bryohumbertia och familjen Dicranaceae. Inga underarter finns listade i Catalogue of Life.